# Mazong (socken i Kina, Guizhou)
Mazong (kinesiska: 马鬃, 马鬃苗族乡) är en socken i Kina. Den ligger i provinsen Guizhou, i den sydvästra delen av landet, omkring 180 kilometer norr om provinshuvudstaden Guiyang. Antalet invånare är 5730. Befolkningen består av 2 609 kvinnor och 3 121 män. Barn under 15 år utgör 24,0 %, vuxna 15-64 år 64 %, och äldre över 65 år 10,0 %.